# Sweet Martini
Lo Sweet Martini (tradotto letteralmente dall'inglese Martini Dolce) è un cocktail alcolico. Rappresenta una delle varianti del Martini dry.
Sweet sta per dolce. Infatti dei quattro Martini “mondiali”, questo è sicuramente il più dolce, per via del vermouth rosso e della ciliegina.

## Ingredienti
- 5,5 cl di Gin
- 1,5 cl di Vermouth rosso

## Preparazione
si prepara nel mixing-glass e si serve nella coppetta a cocktail, aggiungendo una ciliegina al maraschino come guarnizione. Si può anche servire con ghiaccio, ma in questo caso va servito in un bicchiere old fashioned.